# Jaycob Megna
Jaycob Megna (* 10. Dezember 1992 in Plantation, Florida) ist ein US-amerikanischer Eishockeyspieler, der seit Juli 2024 bei den Florida Panthers aus der National Hockey League (NHL) unter Vertrag steht und parallel für deren Farmteam, die Charlotte Checkers, in der American Hockey League (AHL) auf der Position des Verteidigers spielt. Sein älterer Bruder Jayson Megna ist ebenfalls professioneller Eishockeyspieler.

## Karriere
Megna, der im US-Bundesstaat Florida geboren wurde, spielte zwischen seinem 13. und 18. Lebensjahr für Jugendmannschaften aus dem Großraum Chicago und dem Bundesstaat Illinois. Zwischenzeitlich besuchte er die Tabor Academy im Bundesstaat Massachusetts, ehe der Verteidiger in der Saison 2010/11 in die United States Hockey League (USHL) wechselte. Dort verbrachte er die Spielzeit bei den Muskegon Lumberjacks und wurde zum Saisonende mit dem Scholar-Athlete Award der Liga ausgezeichnet. Daraufhin begann Megna ein Studium an der University of Nebraska Omaha. Parallel zu seinem Studium spielte er dabei für das Universitätsteam, die Omaha Mavericks Zunächst war der Defensivakteur mit dem Team in der Western Collegiate Hockey Association (WCHA), später in der National Collegiate Hockey Conference (NCHC) aktiv. Beide Divisionen waren an den Spielbetrieb der National Collegiate Athletic Association (NCAA) angeschlossen. Bereits nach dem ersten Jahr am College war Megna im NHL Entry Draft 2012 in der siebten Runde an 210. Stelle von den Anaheim Ducks aus der National Hockey League (NHL) ausgewählt, verblieb jedoch im Anschluss noch zwei weitere Jahre dort.

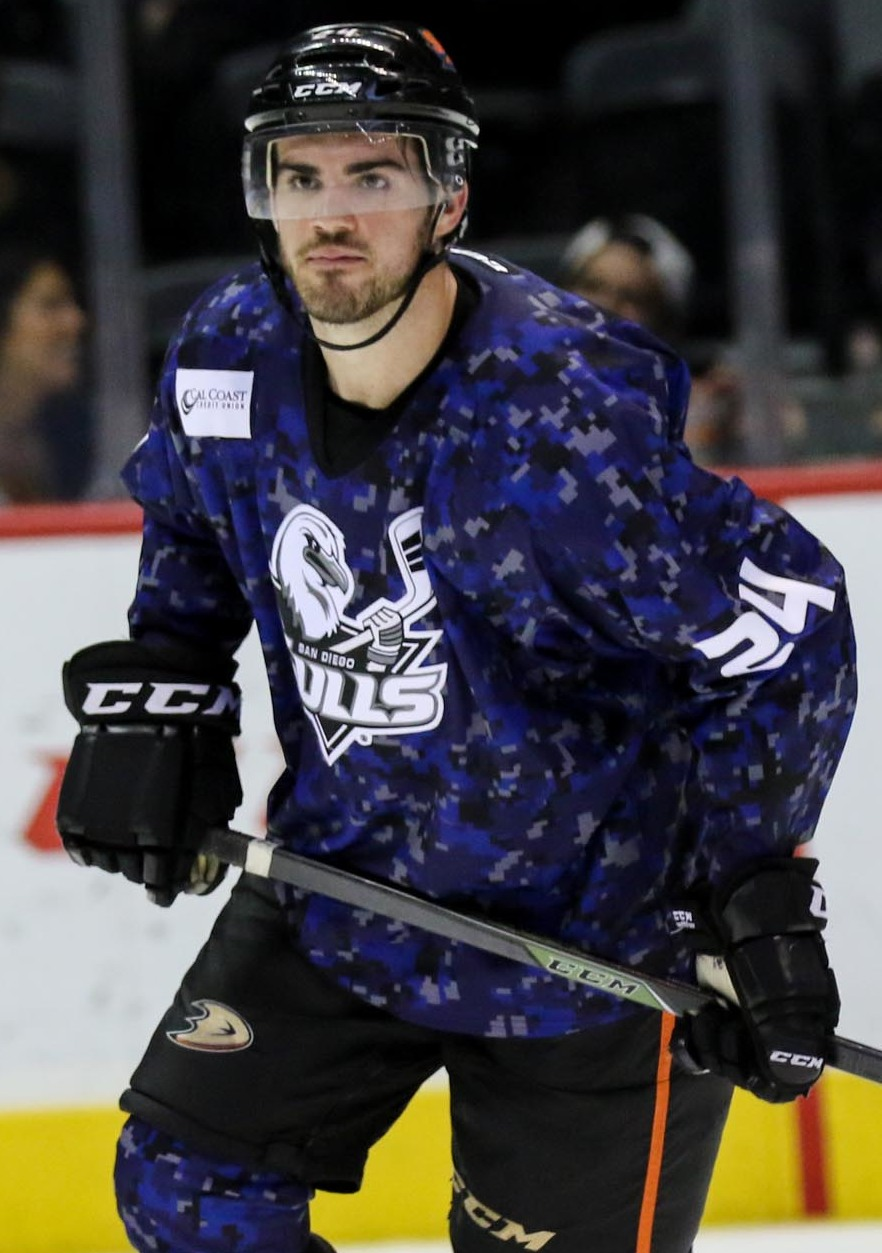
Megna im Trikot der San Diego Gulls (2015)

Im Anschluss an das Spieljahr 2013/14 brach der US-Amerikaner sein Studium jedoch zu Gunsten einer Karriere als Profispieler vorzeitig ab und unterschrieb einen Einstiegsvertrag bei den Anaheim Ducks. Dort kam der Rookie zunächst bei den Farmteams der Ducks, den Norfolk Admirals und San Diego Gulls, aus der American Hockey League (AHL) zu Einsätzen. Zum Ende der Saison 2016/17, die er in der AHL als Spieler mit dem besten Plus/Minus-Wert (+33) abgeschlossen hatte, feierte der Abwehrspieler sein NHL-Debüt für Anaheim. In den folgenden beiden Spielzeiten pendelte Megna zwischen den Aufgeboten den Ducks und Gulls, so dass er am Ende der Spielzeit 2018/19 insgesamt 43 NHL-Spiele absolviert hatte, sich jedoch nicht dort etablieren konnte. Zusätzlich fungierte er mit Beginn der Saison 2018/19 als Mannschaftskapitän der San Diego Gulls.
Dennoch verlängerte Anaheim den auslaufenden Vertrag des Verteidigers im Sommer 2019 nicht, woraufhin Megna als Free Agent in die Organisation der Vegas Golden Knights wechselte. Im Verlauf der Saison 2019/20 spielte er dort jedoch ausschließlich für deren Kooperationspartner, die Chicago Wolves, in der AHL. Zur darauffolgenden Saison fand der abermalige Free Agent zunächst keinen neuen Arbeitgeber in der NHL und unterzeichnete daher im November 2020 einen Vertrag bei den San Jose Barracuda aus der AHL, wo er umgehend zum Mannschaftskapitän ernannt wurde und damit John McCarthy beerbte. Nach guten Leistungen im Saisonverlauf wurde sein Vertrag im Juli 2021 seitens des Mutterklubs der Barracuda, den San Jose Sharks aus der NHL, um ein weiteres Jahr verlängert. Eine weitere Verlängerung erfolgte im Sommer 2022.
Im Februar 2023 wurde Megna im Tausch für ein Viertrunden-Wahlrecht im NHL Entry Draft 2023 an die Seattle Kraken abgegeben. Für das zu dieser Zeit jüngste Franchise der NHL absolvierte er im restlichen Saisonverlauf sechs Partien. In der ersten Hälfte der Spielzeit 2023/24 kam der Abwehrspieler aber lediglich zu zwei Partien für Seattles Farmteam Coachella Valley Firebirds, ehe er auf die Waiver-Liste gesetzt wurde. Von dort wählten ihn die Chicago Blackhawks aus, die damit seinen laufenden Vertrag übernahmen. Anschließend wechselte er im Juli 2024 als Free Agent zu den Florida Panthers.

### International
Sein internationales Debüt für die Vereinigten Staaten gab Megna im Rahmen der Weltmeisterschaft 2022 in Finnland, bei der er mit der Mannschaft den vierten Platz belegte. In acht Turnierspielen bereitete der Verteidiger zwei Tore vor.

## Erfolge und Auszeichnungen
- 2011 USHL Scholar-Athlete Award
- 2013 WCHA All-Academic Team

## Karrierestatistik
Stand: Ende der Saison 2024/25

### International
Vertrat die USA bei:
- Weltmeisterschaft 2022

(Legende zur Spielerstatistik: Sp oder GP = absolvierte Spiele; T oder G = erzielte Tore; V oder A = erzielte Assists; Pkt oder Pts = erzielte Scorerpunkte; SM oder PIM = erhaltene Strafminuten; +/− = Plus/Minus-Bilanz; PP = erzielte Überzahltore; SH = erzielte Unterzahltore; GW = erzielte Siegtore; 1 Play-downs/Relegation; Kursiv: Statistik nicht vollständig)